# Luca Hollestelle
Luca Hollestelle (* 7. April 1996 in Bilthoven, Niederlande) ist eine niederländische Schauspielerin und Fotomodell.
Hollestelle wurde durch ihre Hauptrolle als Yara Ludwig in der Nickelodeon-Fernsehserie De Ludwigs bekannt. Ebenfalls 2016 verkörperte sie Lucy in De vloek van manege Pegasus, einer sechsteiligen niederländischen Jugendserie. Anfang 2015 war sie in einer Gastrolle in SpangaS, einer weiteren Jugendserie, zu sehen.
Als Fotomodell ist sie hauptsächlich in kommerziellen Aufträgen außerhalb der Modewelt tätig. 2011 war sie Preisträgerin des Model-Wettbewerbs Fancy Model Search.

## Filmografie

### Fernsehen
| Serie                                    | Figur   | Jahr | Anmerkung  |
| ---------------------------------------- | ------- | ---- | ---------- |
| 48 Minutes                               | Laura   | 2013 |            |
| SpangaS                                  | Isa     | 2015 |            |
| De Ludwigs                               | Yara    | 2016 | Hauptrolle |
| De vloek van manege Pegasus              | Lucy    | 2016 | Gastrolle  |
| De spa                                   | Laura   | 2017 | Gastrolle  |
| De Ludwigs op jacht naar de stenen schat | Yara    | 2017 | Hauptrolle |
| De Ludwigs S.O.S                         | Yara    | 2018 | Hauptrolle |
| De slet van 6vwo                         | Melissa | 2018 | Gastrolle  |